# Charles C. Wilson
Charles Cahill Wilson (New York, 29 giugno 1894 – Los Angeles, 7 gennaio 1948) è stato un attore statunitense; è apparso in numerosi film durante l'Età dell'Oro di Hollywood dalla fine degli anni '20 alla fine degli anni '40.

## Biografia
Corpulento e con i capelli bianchi, apparve in oltre 250 film tra il 1928 e il 1948, per lo più interpretando piccoli ruoli secondari con poche battute da recitare, nei panni di serio poliziotto, editore di giornali o  severo preside. Nato a New York nel 1894, Charles Wilson iniziò la sua carriera da attore a teatro, inclusi ruoli in sei spettacoli di Broadway tra il 1918 e il 1931. Nel 1928 diresse la commedia hollywoodiana Lucky Boy, dove fece anche il suo debutto cinematografico. Secondo l'Internet Movie Database, Lucky Boy fu l'unico film di Wilson come regista.
Il suo ruolo più importante fu probabilmente quello dell'editore del giornale per cui lavora Clark Gable nella commedia Accadde una notte (1935) di Frank Capra, che vinse cinque Oscar. Apparve in piccoli ruoli in altri film di Capra come È arrivata la felicità (1936) e La vita è meravigliosa (1946). Poco prima della sua morte, Wilson apparve nel ruolo del capo dei Three Stooges nella commedia a due rulli Crime on Their Hands (1948).
Morì all'età di 53 anni di varici esofagee.

## Filmografia completa
- Lucky Boy, co-regia di Norman Taurog (1929)
- Acquitted (film 1929) (1929) - Investigatore Nelson
- Broadway Scandals (1929) - Jack
- Il richiamo (1929) - Venditore Ambulante
- Stolen Heaven (1931) - Investigatore (non accreditato)
- Secrets of a Secretary (1931) - Capitano di Polizia (non accreditato)
- My Sin (1931) - Ospite della Festa in Piscina (non accreditato)
- Hard to Handle (1933) - Jailer (non accreditato)
- Infernal Machine (1933) - Primo Amico (non accreditato)
- Elmer, the Great (1933) - Sig. Wade
- Gold Diggers of 1933 (1933) - Deputato (non accreditato)
- Private Detective 62 (1933) - Barista (non accreditato)
- Heroes for Sale (1933) - Secondo Poliziotto appartenente alla squadra mobile "Red" (non accreditato)
- The Mayor of Hell (1933) - Wilson (non accreditato)
- Disgraced! (1933) - Thompson, Assistente Procuratore Distrettuale (non accreditato)
- Mary Stevens, M.D. (1933) - Walter Rising
- No Marriage Ties (1933) - Red Moran, Editore
- Footlight Parade (1933) - Poliziotto (non accreditato)
- The Kennel Murder Case (1933) - Investigatore Hennessy (investigatore)
- College Coach (1933) - Charles Hauser
- Female (1933) - Investigatore Privato Falihee (non accreditato)
- Havana Widows (1933) - Sig. Timberg
- Dancing Lady (1933) - Club Manager (non accreditato)
- Roman Scandals (1933) - Police Chief Charles Pratt (non accreditato)
- Shadows of Sing Sing (1933) - Ruoli sconosciuti o non accreditati
- Miss Fane's Baby Is Stolen (1934) - Capo della Polizia (non accreditato)
- Cross Country Cruise (1934) - Investigatore (non accreditato)
- The Ninth Guest (1934) - Burke (non accreditato)
- I've Got Your Number (1934) - Investigatore Welch (non accreditato)
- Accadde una notte (1934) - Joe Gordon
- The Crosby Case (1934) - Investigatore Summers (non accreditato)
- Gambling Lady (1934) - Investigatore autore del Raid (non accreditato)
- Harold Teen (1934) - 'Mac' McKinsey
- I Believed in You (1934) - Magistrato (non accreditato)
- Affairs of a Gentleman (1934) - Ispettore Quillan
- Fog Over Frisco (1934) - Sergente Investigatore O'Hagen
- The Hell Cat (1934) - Graham
- The Circus Clown (1934) - Sheldon
- Name the Woman (1934) - Joel Walker
- Beyond the Law (1934) - Procuratore Generale
- The Girl from Missouri (1934) - Luogotenente di Polizia O'Sullivan (non accreditato)
- The Dragon Murder Case (1934) - Sig. Hennessey
- The Human Side (1934) - Cliente che acquista mobili (non accreditato)
- Embarrassing Moments (1934) - Procuratore Generale
- The Lemon Drop Kid (1934) - Guardiano
- The St. Louis Kid (1934) - Mr. Harris - Capo della compagnia di Autotrasporti
- Men of the Night (1934) - Benson
- Broadway Bill (1934) - Collins
- Behold My Wife! (1934) - Capitano di Polizia (non accreditato)
- Murder in the Clouds (1934) - Lackey
- Here Is My Heart (1934) - Capitano Dodge (non accreditato)
- The Secret Bride (1934) - Luogotenente Forrest (non accreditato)
- White Lies (1934) - Procuratore della Difesa (non accreditato)
- Il giglio d'oro (1935) - Editore
- Il piccolo colonnello (1935) - Jeremy Higgins (non accreditato)
- Car 99 (1935) - Capitano delle Truppe Ryan
- The Great Hotel Murder (1935) - Anthony Wilson
- The Perfect Clue (1935) - Procuratore Distrettuale
- Princess O'Hara (1935) - Newcomb (non accreditato)
- Four Hours to Kill! (1935) - Taft
- Baby Face Harrington (1935) - Editore della Città (non accreditato)
- The Case of the Curious Bride (1935) - Capitano del Traghetto (non accreditato)
- Tentazione bionda (1935) - Editore di Giornale (non accreditato)
- Men of the Hour (1935) - Harper
- Air Hawks (1935) - Editore (non accreditato)
- Murder in the Fleet (1935) - Comandante Brown (non accreditato)
- The Nitwits (1935) - Capitano della Polizia Jennings
- The Glass Key (1935) - Procuratore Distrettuale Edward J. Farr
- Smart Girl (1935) - Morgan (non accreditato)
- After the Dance (1935) - Capo della Polizia (non accreditato)
- La nave di Satana (1935) - Ispettore di Polizia (non accreditato)
- The Public Menace (1935) - Primo Investigatore
- Waterfront Lady (1935) - Jim McFee alias Mac
- The Case of the Lucky Legs (1935) - Ufficiale Poliziotto
- This Is the Life (1935) - Manager Teatrale (uncredited)
- Rendezvous (1935) - Editore (non accreditato)
- Fighting Youth (1935) - Bull Stevens
- Music Is Magic (1935) - Decker - Manager Teatrale (non accreditato)
- Mary Burns, Fugitive (1935) - G - L'uomo nella sala da ballo
- Thanks a Million (1935) - Sergente di Polizia e poliziotto in moto (il secondo non accreditato)
- Another Face (1935) - Capitano della Polizia Spellman (non accreditato)
- Show Them No Mercy! (1935) - Clifford
- We're Only Human (1935) - Editore della Città (non accreditato)
- Hitch Hike Lady (1935) - Mike
- Strike Me Pink (1936) - Hardie
- The Return of Jimmy Valentine (1936) - Kelley
- Il medico di campagna (1936) - George - Capitano della Nave (non accreditato)
- Big Brown Eyes (1936) - Procuratore Generale (non accreditato)
- È arrivata la felicità (1936) - County Hospital Guard (non accreditato)
- Panic on the Air (1936) - Ispettore Capo Fitzgerald
- La provinciale (1936) - Sig. Donaldson (non accreditato)
- The Mine with the Iron Door (1936) - Pitkins
- La canzone di Magnolia (1936) - Jim Green (non accreditato)
- Ticket to Paradise (1936) - Investigatore (non accreditato)
- Satan Met a Lady (1936) - Investigatore Pollock
- Earthworm Tractors (1936) - H.J. Russell
- 36 Hours to Kill (1936) - Capo dell'FBI (non accreditato)
- Grand Jury (1936) - Clark, Editore del "Chronicle" cittadino
- I'd Give My Life (1936) - Guardiano
- The Gentleman from Louisiana (1936) - Diamond Jim Brady
- Down the Stretch (1936) - Tex Reardon
- Three Married Men (1936) - Macchinista del Treno
- Murder with Pictures (1936) - Assistente Editore (non accreditato)
- Magnificent Brute (1936) - Murphy
- Pigskin Parade (1936) - Allenatore Yale (non accreditato)
- Rose Bowl (1936) - Burke (non accreditato)
- Legion of Terror (1936) - Colonnello McCollum
- Pennies from Heaven (1936) - Guardia Carceraria (non accreditato)
- White Hunter (1936) - Ruolo Minore (non accreditato)
- Mind Your Own Business (1936) - Investigatore
- Find the Witness (1937) - Charley Blair (non accreditato)
- Woman in Distress (1937) - Herbert Glaxton
- Woman-Wise (1937) - Commissario (non accreditato)
- Sono innocente (1937) - Ispettore di Polizia (non accreditato)
- Girl Overboard (1937) - Editore (non accreditato)
- They Wanted to Marry (1937) - Clark
- The Great O'Malley (1937) - Poliziotto e guidatore dello scuolabus (non accreditati)
- Murder Goes to College (1937) - Ispettore Simpson
- Midnight Court (1937) - Capo della Polizia (non accreditato)
- Night Key (1937) - Capitano della Polizia Wallace (non accreditato)
- The Case of the Stuttering Bishop (1937) - Hamilton Burger
- The Devil Is Driving (1937) - Procuratore della Difesa Dan Healy (non accreditato)
- Roaring Timber (1937) - Sam Garvin
- One Mile from Heaven (1937) - Fletcher (non accreditato)
- Broadway Melody of 1938 (1937) - Banditore dell'Asta di Cavalli (non accreditato)
- Life Begins in College (1937) - Allenatore Burke
- Partners in Crime (1937) - Ispettore Simpson
- That's My Story (1937) - Cummings
- The Adventurous Blonde (1937) - Mortimer Gray
- Thoroughbreds Don't Cry (1937) - Proprietario del Cavallo (non accreditato)
- Daughter of Shanghai (1937) - Schwartz (non accreditato)
- Sally, Irene and Mary (1938) - Manager del Vagone Bar del Treno
- State Police (1938) - Capitan Halstead
- Little Miss Thoroughbred (1938) - Sig. Becker, il giocatore d'azzardo
- Prison Farm (1938) - Reardon (non accreditato)
- When Were You Born (1938) - Ispettore Jim C. Gregg (Taurus)
- Gateway (1938) - Ispettore (non accreditato)
- The Gladiator (1938) - Manager del Teatro (non accreditato)
- Tenth Avenue Kid (1938) - Commissario
- Hold That Co-ed (1938) - Allenatore Burke
- The Night Hawk (1938) - Lonigan
- The Spider's Web (1938) - Chase
- Five of a Kind (1938) -  Editore Crocker (non accreditato)
- Gli angeli con la faccia sporca (1938) - Luogotenente di Polizia Buckley (non accreditato)
- Little Orphan Annie (1938) - Val Lewis
- There's That Woman Again (1938) - Police Captain (non accreditato)
- Fighting Thoroughbreds (1939) - Spencer Bogart
- Pardon Our Nerve (1939) - Commissario (non accreditato)
- I Was a Convict (1939) - Peterson (non accreditato)
- The Lady's from Kentucky (1939) - Assistente di Volo (non accreditato)
- Rose of Washington Square (1939)[2] - Luogotenente di Polizia Mike Cavanaugh
- The House of Fear (1939) - Capo della Polizia (non accreditato)
- The Forgotten Woman (1939) - Gray (non accreditato)
- The Cowboy Quarterback (1939) - Allenatore Hap Farrell
- Hotel for Women (1939) - Albert (non accreditato)
- Here I Am a Stranger (1939) - Editore
- Smashing the Money Ring (1939) - Capitano Kilrane
- I ruggenti anni venti (1939) - Poliziotto (non accreditato)
- The Return of Doctor X (1939) - Investigatore Roy Kincaid
- Invisible Stripes (1939) - Ufficiale Poliziotto (non accreditato)
- He Married His Wife (1940) - Guardiano
- Enemy Agent (1940) - Capitano (non accreditato)
- Gangs of Chicago (1940) - C.A. Graham - Capo della Polizia (non accreditato)
- Sandy Is a Lady (1940) - Sergente
- Girl in 313 (1940) - Vincent Brady, Commissario di Polizia
- Millionaires in Prison (1940) - R.J. Reynolds, Editore della Domenica (non accreditato)
- They Drive by Night (1940) - Mike Williams (non accreditato)
- Public Deb No. 1 (1940) - Sergente (non accreditato)
- City for Conquest (1940) - Bill - Uomo dietro MacPherson durante la lotta (non accreditato)
- So You Won't Talk (1940) - Johnson (non accreditato)
- Knute Rockne, All American (1940) - Giocatore d'Azzardo (non accreditato)
- South of Suez (1940) - Guardiano (scene in seguito cancellate)
- Tin Pan Alley (1940) - Sergente di Polizia (non accreditato)
- Lady with Red Hair (1940) - George Martin (non accreditato)
- Charter Pilot (1940) - Owen
- The Face Behind the Mask (1941) - Capitano O'Brien
- Tall, Dark and Handsome (1941) - Charles, Assistente Procuratore Distrettuale (non accreditato)
- Ride, Kelly, Ride (1941) - Segretario (non accreditato)
- Meet John Doe (1941) - Charlie Dawson
- Two Señoritas from Chicago (1943) - Ruolo non conosciuto
- Las Vegas Nights (1946) - Ed - Sceriffo (non accreditato
- Knockout (1941) - Monigan
- Federal Fugitives (1941) - Bruce Lane
- Strange Alibi (1941) - Sergente di Polizia (non accreditato)
- Broadway Limited (1941) - Investigatore
- Fuori dalla nebbia (1941) - Ispettore di Polizia (non accreditato)
- Two in a Taxi (1941) - Capitano Melton (non accreditato)
- Michael Shayne e l'enigma della maschera (1941) - Editore
- The Officer and the Lady (1941) - Capitano di Polizia Hart
- Blues in the Night (1941) - Barney
- All Through the Night (1942) - Luogotenente di Polizia (non accreditato)
- Blondie Goes to College (1942) - Sergente di Polizia (non accreditato)
- The Man Who Returned to Life (1942) - Ispettore Mensil (non accreditato)
- Rings on Her Fingers (1942) - Capitano Hurley
- Lady Gangster (1942) - Investigatore
- Dr. Broadway (1942) - Procuratore Distrettuale McNamara
- Il fuorilegge (1942) - Capitano di Polizia
- Escape from Crime (1942) - Reardon
- The Secret Code (1942, Serial) - Sergente di Polizia Cullen
- My Heart Belongs to Daddy (1942) - Sergente di Polizia Cullen
- Gentleman Jim (1942) - Gurney (non accreditato)
- Two Señoritas from Chicago (1943) - Chester T. Allgood
- Batman (1943, Serial) - Capitano di Polizia Arnold (non accreditato)
- Silver Spurs (1943) - Sig. Hawkins
- A Scream in the Dark (1943) - Editore (non accreditato)
- Is Everybody Happy? (1943) - J. Lionel Smaltz (non accreditato)
- Al chiaro di luna (Shine On, Harvest Moon) (1944) - Manager teatrale (non accreditato)
- Hey, Rookie (1944) - Sam Jonas
- Roger Touhy, Gangster (1944) - Capitano di Polizia dopo l'incidente del treno di Hay (non accreditato)
- Silent Partner (1944) - Poliziotto di Hollywood Nord (non accreditato)
- Man from Frisco (1944) - Uomo Chiave (non accreditato)
- Shadows in the Night (1944) - Sceriffo (non accreditato)
- Kansas City Kitty (1944) - Sig. Hugo (non accreditato)
- Crime by Night (1944) - Procuratore Distrettuale Hyatt
- Il grande botto (1944) - Macchinista del Treno (non accreditato)
- My Buddy (1944) - Investigatore Capo
- Irish Eyes Are Smiling (1944) - Investigatore (non accreditato)
- The Missing Juror (1944) - Mac Ellis - Editore di Giornale (non accreditato)
- Eadie Was a Lady (1945) - Berger (non accreditato)
- Milioni in pericolo (1945) - Charlie - Direttore Teatrale (non accreditato)
- Two O'Clock Courage (1945) - Brant - Editore (non accreditato)
- The Chicago Kid (1945) - Maggiordomo (non accreditato)
- Incendiary Blonde (1945) - Sig. Ballinger (non accreditato)
- Week-End at the Waldorf (1945) - Hi Johns
- Road to Utopia (1945) - Ufficiale Poliziotto (non accreditato)
- Scarlet Street (1945) - Il Sorvegliante (non accreditato)
- Because of Him (1946) - Editore (non accreditato)
- Crime of the Century (1946) - Luogotenente di Polizia
- I Ring Doorbells (1946) - L'Ispettore
- he Phantom Thief (1946) - Luogotenente di Polizia (non accreditato)
- Passkey to Danger (1946) - Sergente di Polizia
- Larceny in Her Heart (1946) - Capo della Polizia Gentry
- Blonde for a Day (1946) - Capo della Polizia - Will Gentry
- Suspense (1946) - Ufficiale Poliziotto (non accreditato)
- Dngerous Business (1946) - Sergente di Polizia (non accreditato)
- If I'm Lucky (1946) - Capo della Polizia (non accreditato)
- Gas House Kids (1946) - Ispettore Shannon
- Ginger (1946) - Sergente di Polizia (non accreditato)
- Bringing Up Father (1946) - Frank - Receptionist dell'Hotel
- La vita è meravigliosa (1946) - Charlie (non accreditato)
- Sogni proibiti (1947) -  Sergente di Polizia (non accreditato)
- Key Witness (1947) - Warden (non accreditato)
- Her Husband's Affairs (1947) - Capitano di Polizia (non accreditato)
- Crime on Their Hands (1948, Cortometraggio) - J.L. Cameron - Editore Capo
- Big Town Scandal (1948) - Editore del "Chronicle" (non accreditato)
- Blazing Across the Pecos (1948) - Mayor Ace Brockway
- Commotion on the Ocean (1956, Cortometraggio) - nel ruolo di J.L. Cameron - (dalle fotografie e dai video in archivio, post-mortem)